# Ángel Johán
Ángel Johán nombre por el que fue conocido el poeta, escritor y dibujante español Ángel Juan González López (Lugo 1901 -1965 Madrid).

## Biografía
Colaboró en la revista Ronsel (Lugo, 1924), dirigida por Evaristo Correa Calderón, y de la que aparecieron seis números (entre mayo y noviembre). 
En 1929 se muda a Las Palmas de Gran Canaria, donde trabaja como funcionario en Correos. Durante este tiempo se relaciona con una gran cantidad de artistas de vanguardia de la época. En este período colabora también con la revista Y U N Q U E (Periódico de vanguardia política), editada en Lugo entre 1931 y 1932 y en donde participa activamente otro escritor famoso de Lugo: Anxel Fole. Militó en la izquierda republicana y más tarde fue vocal del Frente Nacional o de Orden, dentro del que se encontraba la CEDA, en las elecciones de febrero de 1936.
Ángel Johán ingresa en prisión en Canarias en 1937, condenado a 30 años (condena que tras una revisión del caso queda reducida a 4) por enviar un telegrama al gobierno de la República informando de la rebelión de las tropas franquistas en Marruecos y de la presencia de Francisco Franco en Las Palmas debido al entierro del General Balmes. En el penal de Las Palmas edita, junto a más internos, la revista Surcos, donde publica poemas, cuentos y reflexiones. Retrata a numerosos presos políticos, obras guardadas en el Museo Carlos Maside de Sada. También se dedica a traducir a William Shakespeare.
Tras ser puesto en libertad en 1941 publica sus primeros libros:
Redondel sin salida (1944) Alba esencial (1944) Muerte siempre(1945) La agonía junta(1946).
En 1947 se publica en Las Palmas de Gran Canaria, “ Antología cercada”, valorada como un hito en el panorama de la poesía española, en la que colaboran cuatro escritores canarios: Agustín Millares Sall, Ventura Doreste, José María Millares Sall y Pedro Lezcano, y uno gallego: Ángel Johán (La eterna canción).
Retorna a Lugo en 1948, donde continúa con su producción artística y, después de trabajar en una empresa de construcción, es contratado por Antonio Fernández López, importante empresario gallego, para dar clase de dibujo en el Colegio Fingoy. También trabaja como profesor de dibujo en el Círculo de las Artes de Lugo. En esta misma ciudad crea y dirige la colección de poesía Xistral.
En esta colección publica Ricardo Carballo Calero, por entonces director y consejero delegado del Colegio Fingoy, el libro: Poemas pendurados de un cabelo.
En el año 1955 es incluido por Francisco Fernández del Riego en su "Escolma da Poesía Galega". 
De Ángel Johán dice M.V. Carballo-Calero, hija de Ricardo Carballo Calero: Angel-Johan fue profesor mío de dibujo en el Colegio Fingoy de Lugo. Lo recuerdo exactamente igual a como figura en el retrato que su hijo, el pintor Angel González Doreste realizó para el prólogo de Correa Calderón a la edición facsimilar. Sólo una diferencia: en lugar de la corbata que luce el retrato, llevaba siempre anudado al cuello un pañuelo que le confería un aspecto de artista inequívoco y que, de algún modo, paliaría en su momento un cáncer de garganta del que moriría en 1965. 
Y también: Hoy pienso que por mediación de Alvaro Gil fue contratado como profesor de dibujo en Fingoy, colegio fundado por los hermanos Fernández López de los que Alvaro Gil era hombre de confianza. En Ronsel sólo colabora como dibujante, firmando con el seudónimo Angel Johán. Es el autor de las portadas a partir del nº 2 y de la ornamentación de muchas páginas interiores, también de un dibujo y un linóleo.
Muere en 1965 en Madrid.